# Samenfarne
Die Samenfarne oder Pteridospermae (Pteridospermopsida) sind eine ausgestorbene Gruppe von Samenpflanzen. Sie stellen keine natürliche Verwandtschaftsgruppe, sondern lediglich eine Organisations- bzw. Entwicklungsstufe dar. Manche Vertreter aus dem Paläozoikum nehmen in gewisser Weise eine Zwischenstellung zwischen Farnen und übrigen Samenpflanzen ein. Samen und  Sporen wurden auf Laubblättern gebildet. Manche mesozoischen Vertreter werden mit der Evolution der Bedecktsamer in Verbindung gebracht.

## Merkmale
Manche Samenfarne waren kleine Bäume mit aufrechtem Stamm, die schraubig angeordnet, große, farnwedelartige Blätter trugen. Andere waren Lianen. Der Aufbau der Stele war je nach Gruppe sehr verschieden und reicht von einer Protostele bis zur Eustele. Das Holz ist vorwiegend aus Parenchym und dünnwandigen Tracheiden aufgebaut. Die Rinde vieler Gruppen ist durch längsorientierte Sklerenchymbänder charakterisiert. 
Samen wie auch die sporenbildenden Strukturen wurden an Blättern gebildet. Samen wurden zu vielen in vielsamigen Bechern oder einzeln gebildet. Die Sporenorgane standen in Büscheln zusammen und bildeten in manchen Gruppen ein großes, synangiales Organ.

## Zeitliche und geographische Verbreitung
Die Samenfarne traten erstmals im Karbon auf, das vor rund 360 Mio. Jahren begann. Die letzten Vertreter, die Caytoniales, starben in der Kreide aus, die vor 65 Mio. Jahren endete.

## Systematik
Taylor und Taylor nennen folgende Ordnungen:
- Paläozoische Ordnungen:
  - Calamopityales
  - Buteoxylonales
  - Lyginopteridales
  - Medullosales
  - Callistophytales
  - Glossopteridales
- Mesozoische Ordnungen: Ihre systematische Stellung innerhalb der Samenpflanzen und auch untereinander sind keineswegs geklärt.[1]
  - Caytoniales
  - Corystospermales
  - Peltaspermales
  - Petriellales: aus der Trias von Antarktika[1]

## Belege
- Thomas N. Taylor, Edith L. Taylor: The Biology and Evolution of Fossil Plants, S. 558–574. Prentice Hall, Englewood Cliffs 1993. ISBN 0-13-651589-4